# Probleemjongeren
Probleemjongeren zijn jeugdigen die probleemgedrag vertonen. In bredere zin wordt de term ook gebruikt om jongeren te omschrijven die te maken hebben met een opeenstapeling van problemen, zoals gedragsstoornissen, persoonlijke of gezinsproblemen.

## Definities
Het begrip wordt enerzijds wordt gebruikt voor jongeren die probleemgedrag vertonen dat zich uit in overlast of criminaliteit, en anderzijds voor jongeren met meervoudige persoonlijke en ontwikkelingsproblemen, waardoor zij aan de rand van de maatschappij dreigen te geraken. De Nederlandse Wetenschappelijke Raad voor het Regeringsbeleid (WRR) spreekt bij deze laatste groep van 'overbelaste jongeren'. De twee definities zijn echter nauw verwant, omdat het probleemgedrag veelal wordt gezien als een symptoom van gestapelde persoonlijke problemen.

## Kenmerken
Probleemjongeren hebben veelal maken met een complex aan problemen. In veel gevallen spelen een of meer van de volgende zaken een rol:
- Integratieproblemen door migratieachtergrond (taalachterstand)
- Sociaal-economische problematiek (schulden, werkloosheid)
- Psychiatrische stoornissen en psychotrauma's
- Hechtingsproblematiek
- Slecht functionerend gezin
- Verslaving

De overbelasting die deze gestapelde problematiek met zich meebrengt, wordt als eerste stap gezien naar voortijdig schoolverlaten, grensoverschrijdend gedrag en criminaliteit. In deze situatie raken jongeren aan de rand van de maatschappij. Zij komen op diverse manieren in negatieve aandacht.

## Oorzaken/risicofactoren
Het voortijdig zonder startkwalificatie schoolverlaten is een belangrijke indicator voor het afglijden en in de problemen komen van een jongere. Belangrijke risicofactoren voor voortijdig schoolverlaten zijn, volgens onderzoek van het Nederlandse Sociaal en Cultureel Planbureau, een laag opleidingsniveau van de ouders en een laag aanvangsniveau van de eigen opleiding, een verstedelijkte leefomgeving en het opgroeien in een eenoudergezin. Een concentratie van probleemjongeren werkt jongerenoverlast in de hand.

## Aanpak
De aanpak van probleemjongeren loopt veelal in twee sporen:
- Het begeleidende spoor: In scholen en jeugdzorg wordt de problematiek van jongeren tamelijk vroeg opgemerkt. Hier begint het probleemgedrag, het spijbelen en dreigt het schoolverlaten. De WRR pleit ervoor om bepaalde scholen in Nederland een ruimere taak te geven dan enkel kennisoverdracht en deze scholen in meer bredere zin en in samenwerking met hulpverlening verantwoordelijk te maken voor het vinden van een plaats in de maatschappij voor zijn leerlingen.[3] Het Vlaams Secretariaat van het Katholiek Onderwijs (VSKO) pleit juist voor opvang van probleemjongeren met schooluitval door specialisten buiten scholen.[6] Een probleem is dat de hulpverlening vaak versnipperd is. Bundeling blijkt meer effect te sorteren.[7]
- Het repressieve spoor: De jongere komt via de politie in aanraking met het jeugdstrafrecht en justitie. Dit kan leiden tot de gebruikelijke boete of vrijheidsstraf, maar ook tot opvoedende straffen en/of gedwongen begeleiding. In Nederland kan dat laatste middels een door de rechter opgelegde gedragsmaatregel waarbij er naast aan de problematiek, ook gewerkt wordt aan een strak leefritme.[8]